# Уэст-Литл-Ривер
Уэст-Литл-Ривер (англ. West Little River) — статистически обособленная местность, расположенная в округе Майами-Дейд (штат Флорида, США) с населением в 32 498 человек по статистическим данным переписи 2000 года.

## География
По данным Бюро переписи населения США статистически обособленная местность Уэст-Литл-Ривер имеет общую площадь в 11,91 квадратных километров, водных ресурсов в черте населённого пункта не имеется.
Статистически обособленная местность Уэст-Литл-Ривер расположена на высоте 2 м над уровнем моря.

## Демография
| Год переписи        | Нас.  |  | %±    |
| ------------------- | ----- |  | ----- |
| 1980                | 32492 |  | —     |
| 1990                | 33575 |  | 3,3%  |
| 2000                | 32498 |  | −3,2% |
| 1980–2000 Источник: |       |  |       |

По данным переписи населения 2000 года в Уэст-Литл-Ривер проживало 32 498 человек, 7386 семей, насчитывалось 9519 домашних хозяйств и 10 298 жилых домов. Средняя плотность населения составляла около 2728,63 человек на один квадратный километр. Расовый состав населённого пункта распределился следующим образом: 32,53 % белых, 57,22 % — чёрных или афроамериканцев, 0,26 % — коренных американцев, 0,18 % — азиатов, 0,07 % — выходцев с тихоокеанских островов, 4,25 % — представителей смешанных рас, 5,49 % — других народностей. Испаноговорящие составили 40,05 % от всех жителей статистически обособленной местности.
Из 9519 домашних хозяйств в 33,5 % воспитывали детей в возрасте до 18 лет, 41,7 % представляли собой совместно проживающие супружеские пары, в 27,2 % семей женщины проживали без мужей, 22,4 % не имели семей. 17,5 % от общего числа семей на момент переписи жили самостоятельно, при этом 6,9 % составили одинокие пожилые люди в возрасте 65 лет и старше. Средний размер домашнего хозяйства составил 3,39 человек, а средний размер семьи — 3,75 человек.
Население статистически обособленной местности по возрастному диапазону по данным переписи 2000 года распределилось следующим образом: 28,3 % — жители младше 18 лет, 10,2 % — между 18 и 24 годами, 27,4 % — от 25 до 44 лет, 22,6 % — от 45 до 64 лет и 11,4 % — в возрасте 65 лет и старше. Средний возраст жителей составил 34 года. На каждые 100 женщин в Уэст-Литл-Ривер приходилось 95,8 мужчин, при этом на каждые сто женщин 18 лет и старше приходилось 92,5 мужчин также старше 18 лет.
Средний доход на одно домашнее хозяйство статистически обособленной местности составил 26 686 долларов США, а средний доход на одну семью — 29 013 долларов. При этом мужчины имели средний доход в 22 058 долларов США в год против 20 524 доллара среднегодового дохода у женщин. Доход на душу населения статистически обособленной местности составил 26 686 долларов в год. 24,7 % от всего числа семей в населённом пункте и 29,0 % от всей численности населения находилось на момент переписи населения за чертой бедности, при этом 38,6 % из них были моложе 18 лет и 28,8 % — в возрасте 65 лет и старше.